# Gary Numan
Gary Numan (geboren als Gary Anthony James Webb, Hammersmith (Londen), 8 maart 1958) is een Brits new wave-artiest die vooral bekendheid genoot in de jaren tachtig. Hij begon zijn carrière in Tubeway Army. Bekende nummers van hem zijn Are 'Friends' Electric? en Cars. Hij was erg invloedrijk voor latere newwavebands, zoals Vive la Fête, Nine Inch Nails en Goldfrapp, Depeche Mode.

## Biografie

### Muzikaal
Gary Numan werd muzikant nadat hij voor de zoveelste keer van school gestuurd werd vanwege agressieve buien. Op vrij jonge leeftijd richtte hij Tubeway Army op. In 1978 nam de groep verschillende punknummers op.
De enige reden was het verkrijgen van een platencontract. Later werd via het label Beggars Banquet het titelloze Tubeway Army-album uitgebracht.
Toen de groep de studio indook voor het volgende album vond Gary een Moog-synthesizer in de hoek van de opnamestudio.
In plaats van een puur punkalbum werd dit album overheerst door stevige gitaarriffs en stevige synthgeluiden. Are 'Friends' Electric? werd als single uitgebracht en werd onverwacht een hit, zowel in het Verenigd Koninkrijk als ver daarbuiten.
The Pleasure Principle bracht hij uit onder de naam Gary Numan. Hierop werden alle gitaren vervangen door de Moog-synthesizers. Vooral de polymoog-keyboard-280A-preset "Vox Humana" werd overvloedig gebruikt en vormde de typerende strijkersklank in het nummer Cars. Ook deze plaat werd een nummer één in het Verenigd Koninkrijk. Cars werd eveneens een internationale hit. 
In 1980 bracht hij Telekon uit. Ook dit materiaal werd goed ontvangen en de optredens werden gewaardeerd, maar kostten ook handenvol geld. De jonge Numan kon de druk amper aan en tot verrassing van velen kondigde hij aan te zullen stoppen.
Hij startte echter na een pauze met het maken van Dance (1981). I Assassin en Warriors volgden, maar hadden niet meer het succes van voorheen. Hij begon met een Britse tournee en bracht Berserker en The Fury uit. De funk- en jazzinvloeden spraken de fans blijkbaar minder aan dan de stevige synthgeluiden. Zijn volgende platen waren meestal een poging om commercieel er wat bovenop te geraken, maar hij slaagde daar niet in.
In 1994 bracht hij Sacrifice uit, een album dat is gemaakt zonder hoop op succes. Bijna alle instrumenten had hij zelf ingespeeld en de sfeer is vrij donker. Exile (1997) ging nog verder en liet een nieuwe Gary Numan horen. De nummers worden gezien als sterk en krachtig, in het electro/gothicmilieu wordt dit album gewaardeerd.
In 2000 bracht hij Pure uit. Hij bleef toeren, zij het niet in de Verenigde Staten, alhoewel hij daar populair was. In 2003 was hij te gast op de single Pray For You van het Britse breakbeatduo Plump DJs. In 2006 kwam het album Jagged uit, de opvolger van Pure. Ook dit keer viel het album bij de fans in de smaak, maar commercieel succes zoals in de beginjaren, bleef uit.
Numan zei zelf gelukkiger te zijn dan ooit tevoren. Zijn carrière kwam stilaan uit een heel diep dal. In 2003 werd hij vader.
2014 was een druk jaar met een Europese, Amerikaanse, Australische en Nieuw-Zeelandse tour om zijn laatste album Splinter (Songs from a broken mind) te promoten. Vele concerten waren zelfs uitverkocht. Het album was na Warriors het eerste album dat terug de top-20 haalde in Groot-Brittannië. De "zwarte" draad door heel het album is de depressie waarmee hij gedurende twee jaar kampte.
In september 2017 bracht hij het album Savage (Songs from a Broken World) uit. Dochter Persia zingt mee op My name is ruin. Er volgde een Europese tournee waarbij hij in 2017 in Het Depot in Leuven en in Paradiso in Amsterdam en in 2018 in Trix in Antwerpen op de Lokerse Feesten en TivoliVredenburg optrad. In 2017 won hij als songschrijver een Ivor Nivello Inspiration Award.
In 2018 was hij te horen op het album Burn Slow van de Duitse technoproducer Chris Liebing. Hier zong hij het nummer Polished Chrome (The Friend Pt.1).
Zijn 19e album Intruder werd uitgebracht in mei 2021. In mei 2022 trad hij op in Melkweg in Amsterdam en in juni in AB in Brussel. In augustus 2023 speelde hij op het Dekmantel festival en in het OLT Rivierenhof in Deurne bij Antwerpen.
Numans synthesizercollectie is in tegenstelling tot eind jaren 70, begin '80 zeer beperkt. Een Alesis Quadrasynth+, Access Virus Ti(2) rack en Keyboard. Alle andere synthesizers in de studio zijn software synthesizers. Als DAW gebruikt hij Pro Tools.
Vele bekende artiesten, waaronder Nine Inch Nails, Moloko, Foo Fighters, Fear Factory, Marilyn Manson en de Sugababes, hebben in interviews aangegeven Gary Numan als een idool te zien of als iemand die veel invloed op hen had.

### Naast de muziek
Numan werd geboren in Londen. Zijn vader werkte op de luchthaven London Heathrow Airport bij de bagagedienst en zijn moeder was televerkoopster.
In interviews gaf Numan aan dat hij het syndroom van Asperger heeft, een autismesprectrumstoornis. Hij kampte ook met zware depressies.
Hij heeft een grote liefde voor vliegtuigen en auto's. Toen zijn muzikale carrière aan de grond zat was hij op internationale luchtshows stuntpiloot met een Brits vliegtuig (Harvard) uit de Tweede Wereldoorlog. In zijn autocollectie stond onder andere een TVR. Verder hielp hij mee aan Men and Motors, een televisieprogramma waarin hij verschillende soorten sportwagens mocht testen.
In 1981 richtte Numan een eigen vliegtuigmaatschappij op, Numanair. De firma bezat drie chartervliegtuigjes. Begin jaren 90 had Numan echter een miljoen dollar schulden opgestapeld. Nadien leerde hij zijn vrouw kennen - zij was lid van zijn fanclub - en zij hielp hem terug op het juiste spoor. In augustus 1997 trouwden ze.
In 2003 werd hun eerste dochter geboren. Numan stopt dan met vliegen.
Numan woont sinds 2012 in Los Angeles in een groot, kasteelachtig huis, samen met zijn vrouw en hun drie dochters.
In 2022 werd de documentaire Resurrection over hem uitgebracht.

## Discografie

### Albums
| Album met eventuele hitnotering(en) in de Nederlandse Album Top 100 | Datum van verschijnen | Datum van binnenkomst | Hoogste positie | Aantal weken | Opmerkingen                        |
| ------------------------------------------------------------------- | --------------------- | --------------------- | --------------- | ------------ | ---------------------------------- |
| Tubeway Army (met Tubeway Army)                                     | 04-11-1978            | -                     | -               | -            |                                    |
| Replicas (met Tubeway Army)                                         | 06-04-1979            | 25-08-1979            | 44              | 2            |                                    |
| The Pleasure Principle                                              | 07-09-1979            | -                     | -               | -            |                                    |
| Telekon                                                             | 05-09-1980            | -                     | -               | -            |                                    |
| Dance                                                               | 21-09-1981            | -                     | -               | -            |                                    |
| I, Assassin                                                         | 11-09-1982            | -                     | -               | -            |                                    |
| New Man Numan: The Best of Gary Numan                               | 1982                  | -                     | -               | -            | Verzamelalbum                      |
| Warriors                                                            | 16-09-1983            | -                     | -               | -            |                                    |
| The Plan (met Tubeway Army)                                         | 31-10-1984            | -                     | -               | -            | Verzamelalbum                      |
| Berserker                                                           | 1984                  | -                     | -               | -            |                                    |
| The Fury                                                            | 1985                  | -                     | -               | -            |                                    |
| Strange Charm                                                       | 1986                  | -                     | -               | -            |                                    |
| Metal Rhythm                                                        | 1988                  | -                     | -               | -            | "New Anger" in de V.S.             |
| Automatic                                                           | 1989                  | -                     | -               | -            | Met Bill Sharpe als Sharpe & Numan |
| Outland                                                             | 1991                  | -                     | -               | -            |                                    |
| Machine + Soul                                                      | 1992                  | -                     | -               | -            |                                    |
| Sacrifice                                                           | 1994                  | -                     | -               | -            | "Dawn" in de V.S.                  |
| Human                                                               | 1995                  | -                     | -               | -            | Met Michael R. Smith               |
| Exile                                                               | 1997                  | -                     | -               | -            |                                    |
| Pure                                                                | 2000                  | -                     | -               | -            |                                    |
| Jagged                                                              | 2006                  | -                     | -               | -            |                                    |
| Dead Son Rising                                                     | 2011                  | -                     | -               | -            |                                    |
| Splinter (Songs from a Broken Mind)                                 | 2013                  | -                     | -               | -            |                                    |
| Savage (Songs from a Broken World)                                  | 2017                  | -                     | -               | -            |                                    |
| Intruder                                                            | 2021                  | 29-05-2021            | 56              | 1            |                                    |

### Singles
| Single met eventuele hitnotering(en) in de Nederlandse Top 40 | Datum van verschijnen | Datum van binnenkomst | Hoogste positie | Aantal weken | Opmerkingen                |
| ------------------------------------------------------------- | --------------------- | --------------------- | --------------- | ------------ | -------------------------- |
| That's Too Bad (met Tubeway Army)                             | 1978                  | -                     | -               | -            |                            |
| Bombers (met Tubeway Army)                                    | 1978                  | -                     | -               | -            |                            |
| Down in the Park (met Tubeway Army)                           | 1979                  | -                     | -               | -            |                            |
| Are 'Friends' Electric? (met Tubeway Army)                    | 1979                  | 04-08-1979            | 9               | 8            | Nr. 9 in de Single Top 100 |
| Cars                                                          | 1979                  | -                     | Tip 18          | -            |                            |
| We Are Glass                                                  | 1980                  | -                     | Tip 17          | -            |                            |

| Single met hitnotering(en) in de Vlaamse Ultratop 50 | Datum van verschijnen | Datum van binnenkomst | Hoogste positie | Aantal weken | Opmerkingen    |
| ---------------------------------------------------- | --------------------- | --------------------- | --------------- | ------------ | -------------- |
| Are 'Friends' Electric? (met Tubeway Army)           | 1979                  | 04-08-1979            | 21              | 6            |                |
| Are 'Friends' Electric? (live)                       | 1985                  | 15-03-1986            | 14              | 7            | EP The Live EP |

- Bibsys: 8017403
- Biblioteca Nacional de España: XX1050290
- Bibliothèque nationale de France: cb13925621c (data)
- Gemeinsame Normdatei: 121487679
- International Standard Name Identifier: 0000 0000 7839 6325
- Library of Congress Control Number: n84126273
- MusicBrainz: 6cb79cb2-9087-44d4-828b-5c6fdff2c957
- Nationale Bibliotheek van Tsjechië: xx0021580
- Nationale bibliotheek van Australië: 35991287
- Nationale Bibliotheek van Israël: 987009538481405171
- Nederlandse Thesaurus van Auteursnamen: 100106323
- Réseau des bibliothèques de Suisse occidentale: 02-A026833436
- SNAC: w6ms40s5
- Système universitaire de documentation: 080783880
- Trove: 1176130
- Virtual International Authority File: 76502518
- WorldCat: E39PBJp63hf7JC4RGdbyyHXTpP